# Józef Brynkus
Józef Brynkus (ur. 5 kwietnia 1962 w Nowym Targu) – polski historyk i nauczyciel akademicki, doktor habilitowany nauk humanistycznych, poseł na Sejm VIII kadencji.

## Życiorys
Ukończył w 1986 studia historyczne w Wyższej Szkole Pedagogicznej w Krakowie. W 1996 doktoryzował się na Wydziale Humanistycznym tej uczelni na podstawie pracy zatytułowanej Bohaterowie dziejów ojczystych w podręcznikach szkolnych XIX wieku. Stopień doktora habilitowanego nauk humanistycznych otrzymał w 2014 na Uniwersytecie Pedagogicznym w Krakowie w oparciu o rozprawę pt. Komunistyczna ideologizacja a szkolna edukacja historyczna w Polsce (1944–1989).
W latach 1985–1986 pracował jako nauczyciel historii w szkołach podstawowych, następnie odbył służbę wojskową. Od 1992 do 1993 był konsultantem w Wojewódzkim Ośrodku Metodycznym w Bielsku-Białej. Od 1987 zawodowo związany z krakowską WSP, przekształcaną kolejno w Akademię Pedagogiczną i Uniwersytet Pedagogiczny. Został adiunktem w Instytucie Historii tej uczelni. Specjalizuje się w zagadnieniach z zakresu dydaktyki historii i historii najnowszej.
W 2006 został radnym gminy Wieprz. W 2010 nie uzyskał reelekcji, nie został też wówczas wybrany na wójta. Należał wówczas do Prawa i Sprawiedliwości, z którego został wykluczony w maju 2012. W 2014 z listy komitetu Mieszkańcy Razem bezskutecznie kandydował do rady powiatu wadowickiego. W wyborach parlamentarnych w 2015 kandydował do Sejmu w okręgu chrzanowskim z pierwszego miejsca na liście komitetu wyborczego wyborców Kukiz’15, zorganizowanego przez Pawła Kukiza. Uzyskał mandat posła VIII kadencji, otrzymując 8615 głosów. W czerwcu 2016 współtworzył Klub Republikański w Sejmie, będący sejmową reprezentacją Stowarzyszenia „Republikanie”. W 2018 z ramienia swojego ugrupowania wystartował na urząd burmistrza Wadowic. W wyborach w 2019 nie uzyskał poselskiej reelekcji.
Był członkiem NSZZ „Solidarność” i wiceprzewodniczącym komisji uczelnianej związku na macierzystej uczelni. Jesienią 2022 został odwołany z zajmowanej funkcji, a następnie wykluczony ze związku. W sierpniu 2023 z rekomendacji posłów Prawa i Sprawiedliwości został powołany przez Sejm w skład Państwowej Komisji do spraw badania wpływów rosyjskich na bezpieczeństwo wewnętrzne Rzeczypospolitej Polskiej w latach 2007–2022. Nie odebrał aktu powołania i zrezygnował z członkostwa w tej komisji. W 2024 kandydował bez powodzenia do rady powiatu.

## Wyniki wyborcze
| Wybory | Komitet wyborczy  | Komitet wyborczy                              | Organ                     | Okręg        | Wynik         |
| ------ | ----------------- | --------------------------------------------- | ------------------------- | ------------ | ------------- |
| 2006   |                   | KWW Uczciwość-Jawność-Rzetelność              | Rada Gminy Wieprz         | nr 5         | 409 (28,97%)  |
| 2010   |                   | KWW Gminy Wieprz Uczciwość-Jawność-Rzetelność | Wójt Gminy Wieprz         | –            | 1532 (34,28%) |
| 2010   | Rada Gminy Wieprz | KWW Gminy Wieprz Uczciwość-Jawność-Rzetelność | nr 5                      | 422 (29,66%) |               |
| 2014   |                   | KWW Mieszkańcy Razem                          | Rada Powiatu Wadowickiego | nr 5         | 234 (1,89%)   |
| 2015   |                   | Kukiz’15                                      | Sejm VIII kadencji        | nr 12        | 8615 (3,17%)  |
| 2018   | Burmistrz Wadowic | Kukiz’15                                      | –                         | 1218 (7,35%) |               |
| 2019   |                   | Polskie Stronnictwo Ludowe                    | Sejm IX kadencji          | nr 12        | 8122 (2,57%)  |
| 2024   |                   | KWW Razem dla Powiatu Wadowickiego            | Rada Powiatu Wadowickiego | nr 2         | 224 (1,58%)   |

## Odznaczenia
W 2021 odznaczony Srebrnym Krzyżem Zasługi.